# Altentreptower Markt

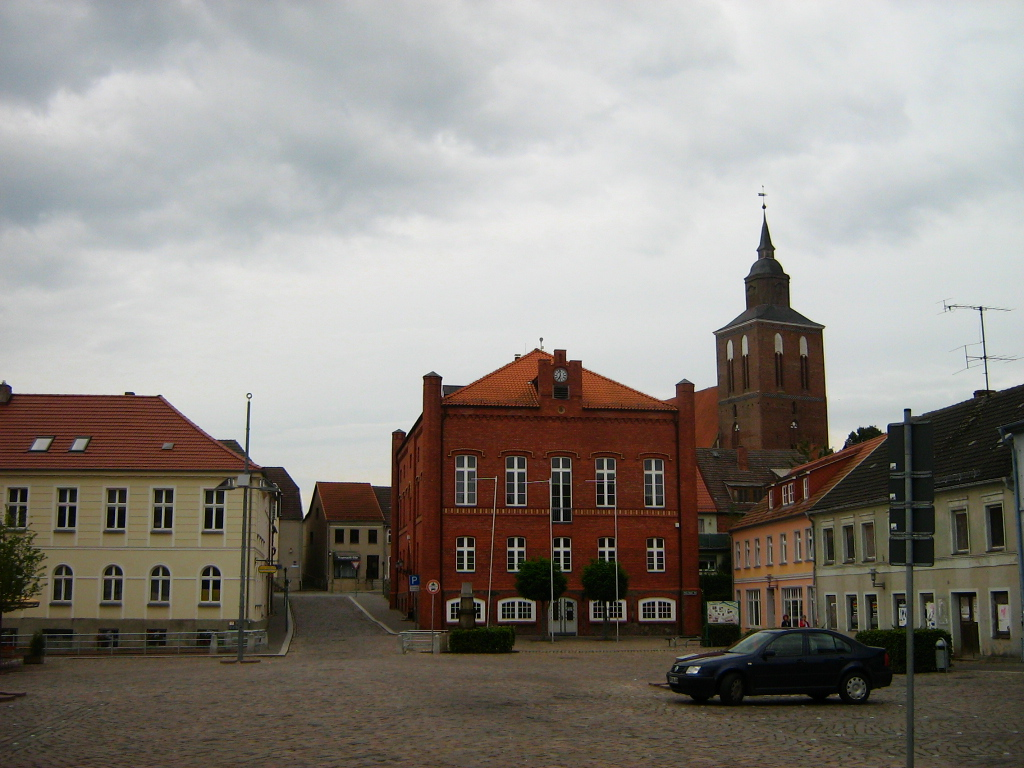
Markt, Rathaus, St. Petri Kirche

Der Altentreptower Marktplatz ist der zentrale Platz in Altentreptow. Er wird erschlossen durch die Rathausstraße, Marktgasse, Brandenburger Straße, Bahnhofstraße, Unterbaustraße und Tollensestraße.

## Geschichte

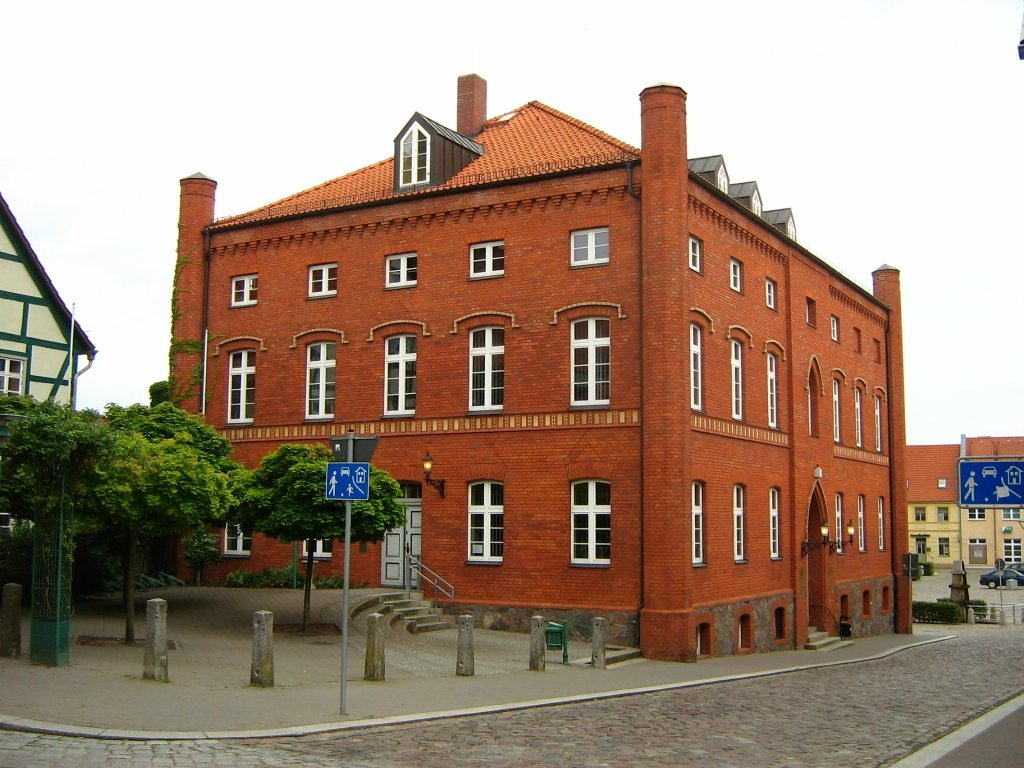
Rathaus, dahinter der Markt

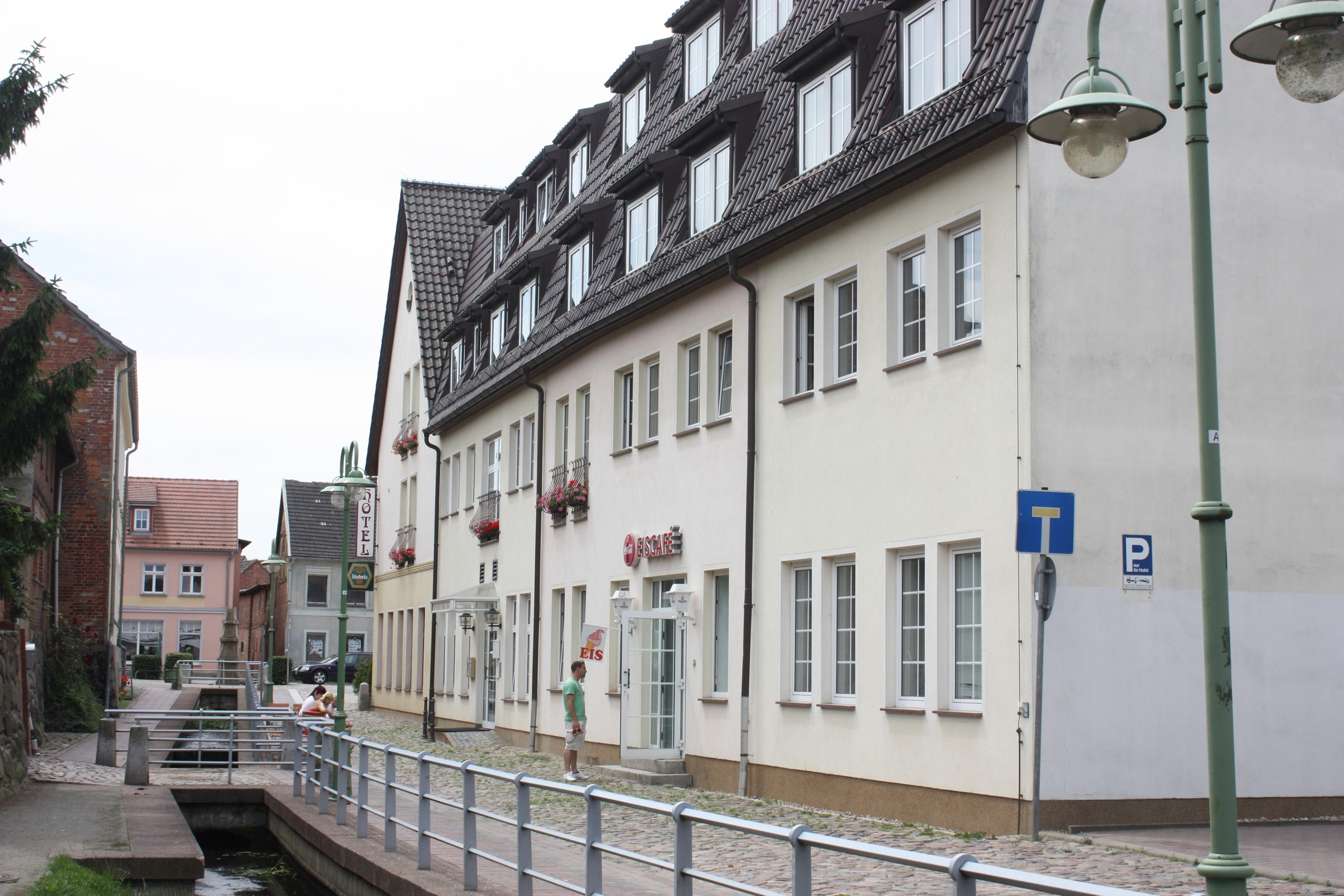
Tollensestraße am Marktplatz

Treptow, ab 1292 auch Altentreptow, entstand im 13. Jahrhundert. Während des Stettiner Erbfolgekriegs wurde die Stadt 1469 in Brand geschossen. Aus dem Ort mit einem Anger entwickelte sich eine Kleinstadt mit einem rechteckigen Marktplatz. Die Kleine Tollense – ein Nebenarm der Tollense – durchquert das Zentrum, wurde aber zu einem problematischen Abwasserbach.
Der Marktplatz wurde bis 1999 im Rahmen der Städtebauförderung saniert. Die Kleine Tollense wurde dabei sichtbar in die Gestaltung von Platz und Tollensestraße einbezogen.
2002 wurde durch den Landesbaupreis die Realisierung der Renaturierung der Kleinen Tollense lobend gewürdigt.

### Gebäude (Auswahl)
Die mit D gekennzeichneten Gebäude stehen unter Denkmalschutz.
- Neogotisches viertes Rathaus Altentreptow von 1869 im Tudorstil D, 1996 saniert. Thomas Kantzow berichtete 1534 von einem ersten, „schönen“ und „festen“ Rathaus im gotischen Stil, das im 15. Jahrhundert abbrannte. Das zweite gotische Rathaus wurde danach gebaut und verfiel bis um 1660. Das einfache dritte Rathaus bestand von 1748 bis 1868.
- Am Marktplatz 1: 2-gesch. Hotel und Restaurant Am Markt mit zwei massiven Gaubenreihen
- Am Marktplatz 3: 2-gesch. Wohn- und Bürohaus, saniert um 1998
- Am Marktplatz 4: 2-gesch. Wohn- und Geschäftshaus D; ehem. Bankgebäude, heute Bürogebäude
- Am Marktplatz 5: 2-gesch. Wohn- und Geschäftshaus mit Restaurant
- Am Marktplatz 6: 2-gesch. saniertes Wohn- und Geschäftshaus mit markantem Zackengesims
- Am Marktplatz 8: 2-gesch. neues Geschäftshaus von 1997 mit der Filiale der Sparkasse Neubrandenburg-Demmin und der AOK
- Am Marktplatz 9/10: 2-gesch. Wohn- und Geschäftshaus
- Am Marktplatz 12: 2-gesch. Wohn und Geschäftshaus D, saniert bis 1999